# Bitwa pod Wrocieryżem
Bitwa  pod Wrocieryżem – druga bitwa księcia mazowieckiego Konrada I z księciem śląskim Henrykiem Brodatym podczas kampanii z 1228 roku.
Po klęsce z wojskami Henryka Brodatego pod Skałą i zaniechaniu ataku na Kraków, książę mazowiecki wycofał się traktem na Jędrzejów – Żarnów – Opoczno. Według Jana Długosza zanim Konrad mazowiecki dotarł do Opoczna, pod Wrocieryżem nad Mierzawą doznał kolejnej klęski. Opisując tę bitwę, Długosz odwołuje się do nieznanego przekazu lub tradycji.